# Phygadeuon sanctipauli
Phygadeuon sanctipauli är en stekelart som först beskrevs av William Harris Ashmead 1902.  Phygadeuon sanctipauli ingår i släktet Phygadeuon och familjen brokparasitsteklar. Inga underarter finns listade i Catalogue of Life.